# Khadki
Khadki är en ort i Indien.   Den ligger i distriktet Pune och delstaten Maharashtra, i den sydvästra delen av landet, 1 200 km söder om huvudstaden New Delhi. Khadki ligger 565 meter över havet och antalet invånare är 75 654.
Terrängen runt Khadki är platt. Runt Khadki är det mycket tätbefolkat, med 8 342 invånare per kvadratkilometer. Närmaste större samhälle är Shivaji Nagar, 3,7 km söder om Khadki. Runt Khadki är det i huvudsak tätbebyggt.